# Безеридис, Альберт
А́льберт Исаа́к Безери́дис (греч. Άλμπερτ Ισαάκ Μπεζερίδης, англ. Albert Isaac Bezzerides, более известный как А. И. «Базз» Безеридис (англ. A. I. «Buzz» Bezzerides, произносится как Эй Ай Базз Безери́дис); 9 августа 1908, Самсун, Османская империя — 1 января 2007, Лос-Анджелес, Калифорния, США) — американский писатель-романист и сценарист, один из пионеров нуара. В 1940—1950-х годах был одним из ведущих сценаристов Голливуда. Наиболее известными фильмами, снятыми по сценариям Безеридиса, являются «Воровское шоссе» (1949), «На опасной земле» (1951) и «Целуй меня насмерть» (1955).

## Биография
Родился 9 августа 1908 года в Самсуне (Османская империя) в семье грека и армянки, которые, спасаясь от учинённого младотурками геноцида (см. Геноцид греков, Геноцид армян), бежали в США, поселившись в городе Фресно (Калифорния). На тот момент Альберту ещё не исполнилось двух лет. Вырос в долине Сан-Хоакин.
Учился в Калифорнийском университете в Беркли на электротехника. В студенческие годы начал писать рассказы.
В 1935 году в журнале «Story Magazine» был опубликован первый рассказ Безеридиса под названием «Passage Into Eternity».
В молодости работал механиком и водителем в грузовой компании, которую открыл его отец. Продавал свои рассказы журналам «Scribner’s», «The New Republic» и «Esquire». Позднее, работая в киностудиях, редактировал диалоги для таких кинозвёзд как Эдвард Г. Робинсон.
Роман «The Long Haul» (1938) стал началом карьеры Безеридиса как сценариста. В 1940 году киностудия «Warner Bros.» предложила ему 2 000 долларов, чтобы приобрести права на экранизацию «The Long Haul». Позднее он узнал, что сценарий, основанный на его книге, был уже написан. По мотивам романа была снята «дорожная» драма «Они ехали ночью» (1940) с Хамфри Богартом и Джорджем Рафтом в главных ролях. «Warner Bros.» также предложила Безеридису контракт на работу сценаристом с окладом 300 долларов в месяц. На тот момент он работал инженером электросвязи в Департаменте водоснабжения и энергетики Лос-Анджелеса, однако принял предложение киностудии и оставил прежнюю профессию.
Написал сценарии к фильмам «Девушка из дансинга» (1942), «Ярость пустыни» (1947), «Воровское шоссе» (1949, по мотивам третьего романа Безеридиса «Thieves' Market»), «На опасной земле» (1951), «Коралловый риф» (1953), «След кота» (1954), «Целуй меня насмерть» (1955), «Холмы гнева» (1959). Также был одним из создателей телесериала в жанре вестерн «Большая долина».
Умер 1 января 2007 года в Лос-Анджелесе в возрасте 98 лет.

## Личная жизнь
Был дважды женат. В браке с первой супругой, Сильвией Ричардс (ум. 1999), которая также была сценаристом, имел дочь Рэйчел. Со второй супругой, фон Горн, имел сына Питера и дочь Зои. Пара развелась.
Приходится двоюродным прадедом композитору Марианти Безеридис.

## Романы
- 1938 — The Long Haul[англ.]
- 1942 — There Is a Happy Land
- 1949 — Thieves' Market